# Bonanza Hills
Bonanza Hills es un lugar designado por el censo ubicado en el condado de Webb en el estado estadounidense de Texas. En el Censo de 2010 tenía una población de 37 habitantes y una densidad poblacional de 12,84 personas por km².

## Geografía
Bonanza Hills se encuentra ubicado en las coordenadas 27°47′41″N 99°28′10″O / 27.79472, -99.46944. Según la Oficina del Censo de los Estados Unidos, Bonanza Hills tiene una superficie total de 2.88 km², de la cual 2.88 km² corresponden a tierra firme y (0%) 0 km² es agua.

## Demografía
Según el censo de 2010, había 37 personas residiendo en Bonanza Hills. La densidad de población era de 12,84 hab./km². De los 37 habitantes, Bonanza Hills estaba compuesto por el 100% blancos, el 0% eran afroamericanos, el 0% eran amerindios, el 0% eran asiáticos, el 0% eran isleños del Pacífico, el 0% eran de otras razas y el 0% pertenecían a dos o más razas. Del total de la población el 97.3% eran hispanos o latinos de cualquier raza.